# شهرستان یورینسکی
شهرستان یورینسکی (به لاتین: Yurinsky District) یک شهرستان در روسیه است که در ماری ال واقع شده‌است.